# Smilisca sordida
A Smilisca sordida a kétéltűek (Amphibia) osztályának békák (Anura) rendjébe és a levelibéka-félék (Hylidae) családjába tartozó faj.

## Előfordulása
A faj Costa Ricában, Hondurasban, Kolumbiában, Nicaraguában és Panamában él. Természetes élőhelye szubtrópusi vagy trópusi nedves síkvidéki erdők, szubtrópusi vagy trópusi nedves hegyvidéki erdők, folyók, ültetvények, kertek, lakott területek, lepusztult erdők, csatornák és árkok.